# Coprochernes quintanarooensis
Coprochernes quintanarooensis är en spindeldjursart som beskrevs av William B. Muchmore 1991. Coprochernes quintanarooensis ingår i släktet Coprochernes och familjen blindklokrypare. Inga underarter finns listade i Catalogue of Life.